# Rhabdoviridae
Rhabdoviridae és una família de virus d'ARN monocatenari (-). Rep el nom del grec rhabdos que significa vara per la forma dels virions. Els rhabdoviruses infecten un ampli marge d'hostes dels regne animals i de les plantes. Els rhabdovirus dels animals infecten insectes, peixos i mamífers, humans inclosos.

## Gèneres
- Gènere Cytorhabdovirus; espècie tipus: Lettuce necrotic yellows virus
- Gènere Dichorhabdovirus; espècie tipus: Orchid fleck virus
- Gènere Ephemerovirus; espècie tipus: Bovine ephemeral fever virus
- Gènere Lyssavirus; espècie tipus: Virus de la ràbia (Rabies virus)
- Gènere Novirhabdovirus; espècie tipus: Infectious hematopoietic necrosis virus
- Gènere Nucleorhabdovirus; espècie tipus : Potato yellow dwarf virus
- Gènere Vesiculovirus; espècie tipus: Vesicular stomatitis Indiana virus

A més hi ha molts rhabdovirus sense assignar a un gènere en concret.